# Кекур (Степановское сельское поселение)
Кекур — деревня в Кудымкарском районе Пермского края. Входила в состав Степановского сельского поселения. Располагается на реке Кекур южнее от города Кудымкара. Расстояние до районного центра составляет 8 км. По данным Всероссийской переписи населения 2010 года, в деревне проживало 355 человек (186 мужчин и 169 женщин).

## История
По данным на 1 июля 1963 года, в деревне проживало 137 человек. Населённый пункт входил в состав Сервинского сельсовета.